# Lydenburg
Lydenburg este un oraș din Africa de Sud.